# 押川公実
押川 公実（押川 公實、おしかわ きみざね、1873年（明治6年）10月28日 - 1945年（昭和20年）7月8日）は、大日本帝国陸軍軍人。最終階級は陸軍少将。功四級。

## 経歴・人物
鹿児島県出身。1898年（明治31年）陸軍士官学校第10期卒業。
1921年（大正10年）7月に陸軍歩兵大佐・八代連隊区司令官、1923年（大正12年）8月に歩兵第23連隊長を経て、1926年（大正15年）3月2日に陸軍少将に昇進と同時に待命、同年3月22日に予備役に編入した。  

## 栄典
位階
- 1902年（明治35年）2月20日 - 従七位[3]

勲章
- 1940年（昭和15年）8月15日 - 紀元二千六百年祝典記念章[4]